# フィラエ神殿
フィラエ神殿（フィラエしんでん）（ことイシス神殿）は、エジプト南部、アスワン近郊にあるヌビア遺跡。
中心となるのがイシス女神を祀るイシス神殿である。現存する神殿はプトレマイオス朝時代に建設されその後ローマ時代にわたって増築が行われてきたものである。
4世紀末にテオドシウス1世が、帝国内の全ての古代神殿を閉鎖しようとしたとき、フィラエ神殿は抵抗を続け、453年に条約が締結され、周辺地域の宗教的自由が保証され、条約は約100年間守られた。
550年に東ローマ帝国のユスティニアヌス1世によりフィラエ神殿は閉鎖された。閉鎖後は、4つのキリスト教会として再利用された。 
アスワン・ダムの建設により、半水没状態であったが上流のアスワン・ハイ・ダムの建設を機にユネスコにより1980年、フィラエ島からアギルキア島に移築、保存されることとなった。現在はアギルキア島をフィラエ島と呼んでいる。

## 世界遺産
1979年にユネスコの世界遺産「アブ・シンベルからフィラエまでのヌビア遺跡群」の一部として登録されている。

### 登録基準
この世界遺産は世界遺産登録基準のうち、以下の条件を満たし、登録された（以下の基準は世界遺産センター公表の登録基準からの翻訳、引用である）。
- (1) 人類の創造的才能を表現する傑作。
- (3) 現存するまたは消滅した文化的伝統または文明の、唯一のまたは少なくとも稀な証拠。
- (6) 顕著で普遍的な意義を有する出来事、現存する伝統、思想、信仰または芸術的、文学的作品と直接にまたは明白に関連するもの（この基準は他の基準と組み合わせて用いるのが望ましいと世界遺産委員会は考えている）。